# ダナエに扮するランゲ嬢
『ダナエに扮するランゲ嬢』（ダナエにふんするランゲじょう、仏: Mademoiselle Lange en Danaé）はフランスの画家アンヌ＝ルイ・ジロデ＝トリオゾンによる油彩画である。主題である女優・ランゲ嬢への個人攻撃を目的として描かれた風刺画的作品であり、1799年のサロン・ド・パリで2日間のみ展示された。

## 制作の経緯
ジロデ＝トリオゾンとランゲ嬢ことアンヌ・フランソワーズ・エリザベート・ランゲの最初の接点は1793年のサロン・ド・パリである。ジャック＝ルイ・ダヴィッドの徒弟であったジロデは、1793年に出品した『エンディミオンの眠り』によって名声を獲得するに至った。1793年時点で、ランゲはすでに高く評価されている女優であり、コメディ・フランセーズの一員だった。彼女を主題としていたジャン=フランソワ・コルソン画『シルヴィに扮するランゲ嬢』は『エンディミオンの眠り』と同年に出展されていた。

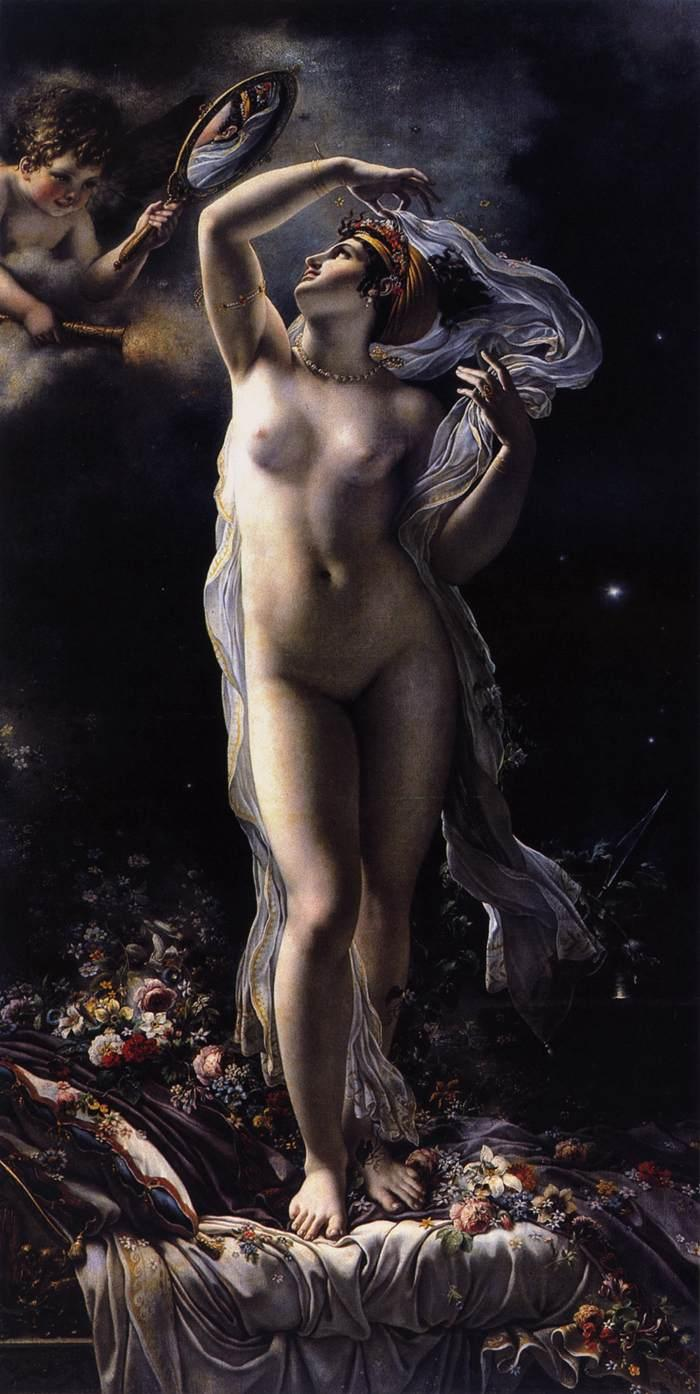
『ヴィーナスに扮するランゲ嬢』（1798年）。ランゲに忌避されたのち、ジロデによって切り裂かれた。ライプツィヒ造形美術館蔵。

6年後の1798年、フランス陸軍の軍需商人ミシェル=ジャン・サイモンと結婚したランゲは、サイモンに贈るためにジロデに肖像画を発注、ジロデはこれに応じて『ヴィーナスに扮するランゲ嬢』を制作した。しかしランゲはこの作品が気に入らず、ジロデに手紙をあて、サロン・ド・パリから『ヴィーナス』を取り下げることを要求し、支払いは請求額の半分にすると通知した。さらにランゲは、『ヴィーナス』はランゲの美貌にまつわる評価だけでなく、新進気鋭の作家としてのジロデの評判も貶めるものであるとしたためた。

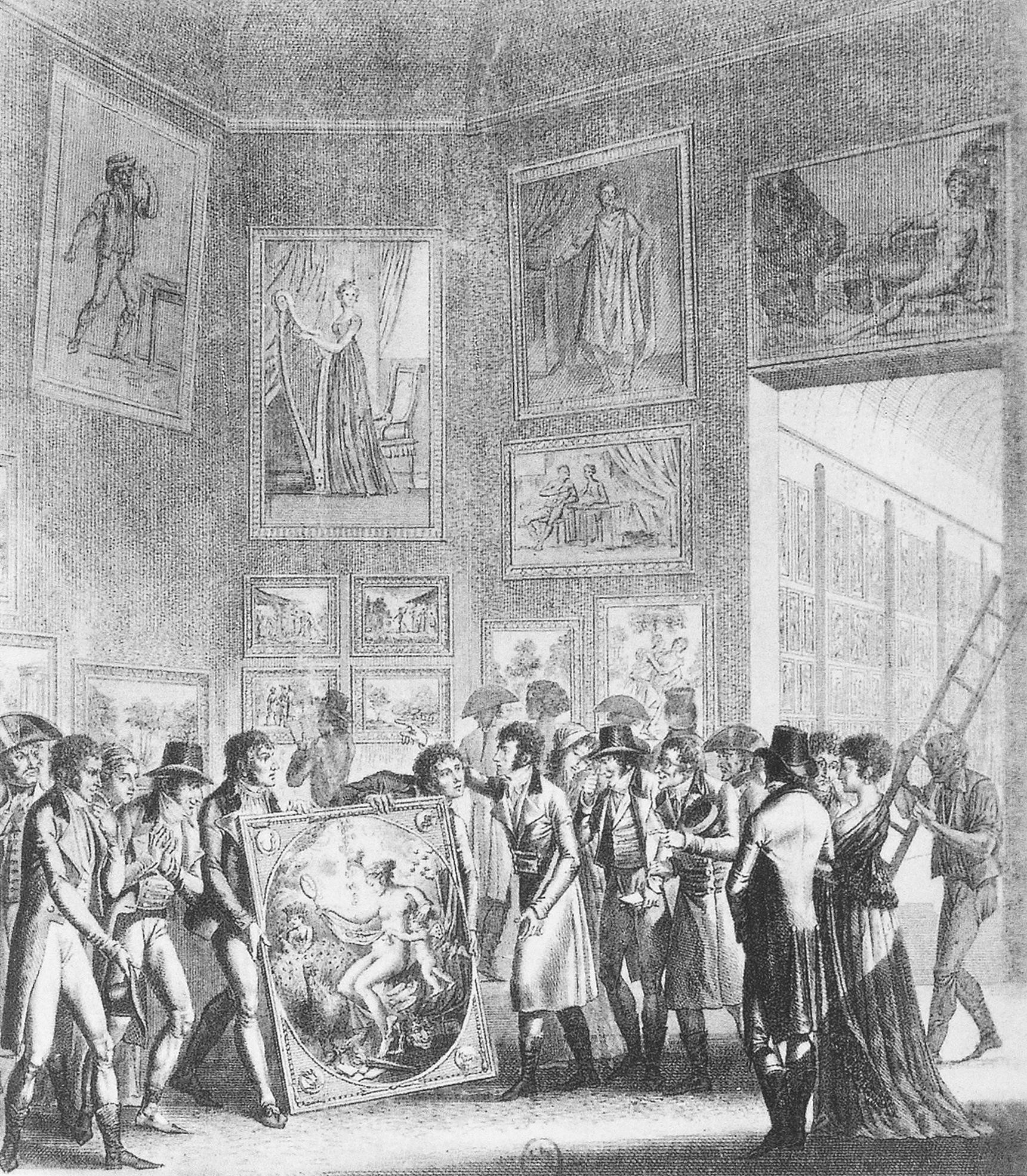
サロン・カレの絵を差し替えるジロデ。トマ・シャルル・ノーデによるエングレービング

憤慨した当時32才のジロデは、ランゲをダナエに見立てた新しい作品にとりかかった。こうして制作された『ダナエに扮するランゲ嬢』には、ランゲの評判を貶めることを意図した数々の符牒が盛り込まれている。短期間で作品を仕上げると、ジロデは復讐を実行に移した。『ヴィーナス』を切り裂き、『ダナエ』を展示するように指示したのである。
『ダナエ』が展示されていたのはわずかな期間であったとはいえ、場所がルーヴル宮殿であったため総裁政府の上層部の目にするところとなった。忘れさられることを願ったランゲはフランスを去ってイタリアに移り、イタリアで新たに足場を得た。数年後、ランゲはパリの変化を知るためにフランスを訪れる。そこでジロデの『ダナエ』を元にした印刷物を目にし、悲嘆のあまりに死にたくなると漏らしている。ランゲは1816年に死去するまでフローレンスで過ごした。
ジロデ自身は後年この作品を制作したことを反省しており、友人たちにすら見せようとしなかった。

## シンボリズム
画面中央のランゲは布に金貨を集めている。ダナエに関連する逸話としてありふれた画題である「黄金の雨」が、ここではランゲの強欲さを表現するために用いられた。金貨を集めるのを手伝う羽根の生えたプットはランゲの娘パルミラで、パルミラはランゲがとある銀行家との間に儲けた私生児であった。ランゲに寄り添う七面鳥の足には結婚指輪がはまっている。これはランゲの夫、サイモンを象徴する。画面左の幼子はランゲとサイモンの間に生まれた息子を表し、七面鳥から生える孔雀の羽根を抜き集めている。母と二子は孔雀の羽をあしらったヘッドドレスで身を飾っている。
2羽の鳩が紐で天秤につながれ、それぞれにラテン語の銘がある。首元に「貞淑 (fidelitas)」とある鳩は降ってきた金貨に当たって死んでいる。もう一羽、「一途（constantia）」の鳩は紐をちぎって逃げていこうとしており、ランゲの浮気な性格をふたたび示唆している。
画面右奥にはアブンダンティア像があり、その台座にラテン語で「高らかなる希望と穢れなき心 (bonæ spei et. laribus sacrum)」とあるが、それを照らす燭台は小さく、像に陰りを作る。燭台の輝きに吸い寄せられた蛾の群れはいわゆる「飛んで火に入る虫」である。
ランゲが持つ鏡は、『ヴィーナス』と違い、ひび割れて何も映しておらず、虚栄を表している。しかしランゲは鏡に頓着しておらず、異常に気がつく気配はない。足元の脱ぎ置かれたサンダルの上でプラウトゥスによる喜劇『ロバ物語』の巻物が火を吹いている。
寝台の下の暗がりに描かれている人間の顔、あるいはマスクは、かつてランゲと関係を持ち、捨てられた男性の代表である。苦渋の表情を浮かべ蔦の葉の冠をかぶり、一部の学者が「サテュロス」と呼びならわすこの存在は、かつら職人のN・ラステップをモデルとしている。蔦の葉の上を蝸牛が這っている。ラステップはランゲと半日を過ごすために大金を投じたと言われ、右目をえぐる金貨はそれを表す。その隣には罠にかかった鼠が描かれている。
さらに額縁の四隅にはカメオ細工のレリーフがはめ込まれ、それぞれからラテン語の標語が読み取れる。
| 図象       | ラテン語                                   | 出典                                 | 日本語                     |
| ---------- | ------------------------------------------ | ------------------------------------ | -------------------------- |
| 人魚       | desin[a]t in piscem mulier formosa superne | ホラティウス著『詩論』               | 上は麗しき女、下は魚       |
| 怪物       | [spectatum admissi] risum teneatis amici?  | ホラティウス著『詩論』               | 友よ、笑い給うか？         |
| 宝箱と花瓶 | trahit sua quemque voluptas                | ウェルギリウス著『牧歌』エクローグII | 己の快のために誰しもを誘う |
| 牛とカエル | nec pluribus impar                         | 通説ではルイ14世                     | 万人に平等ならず           |

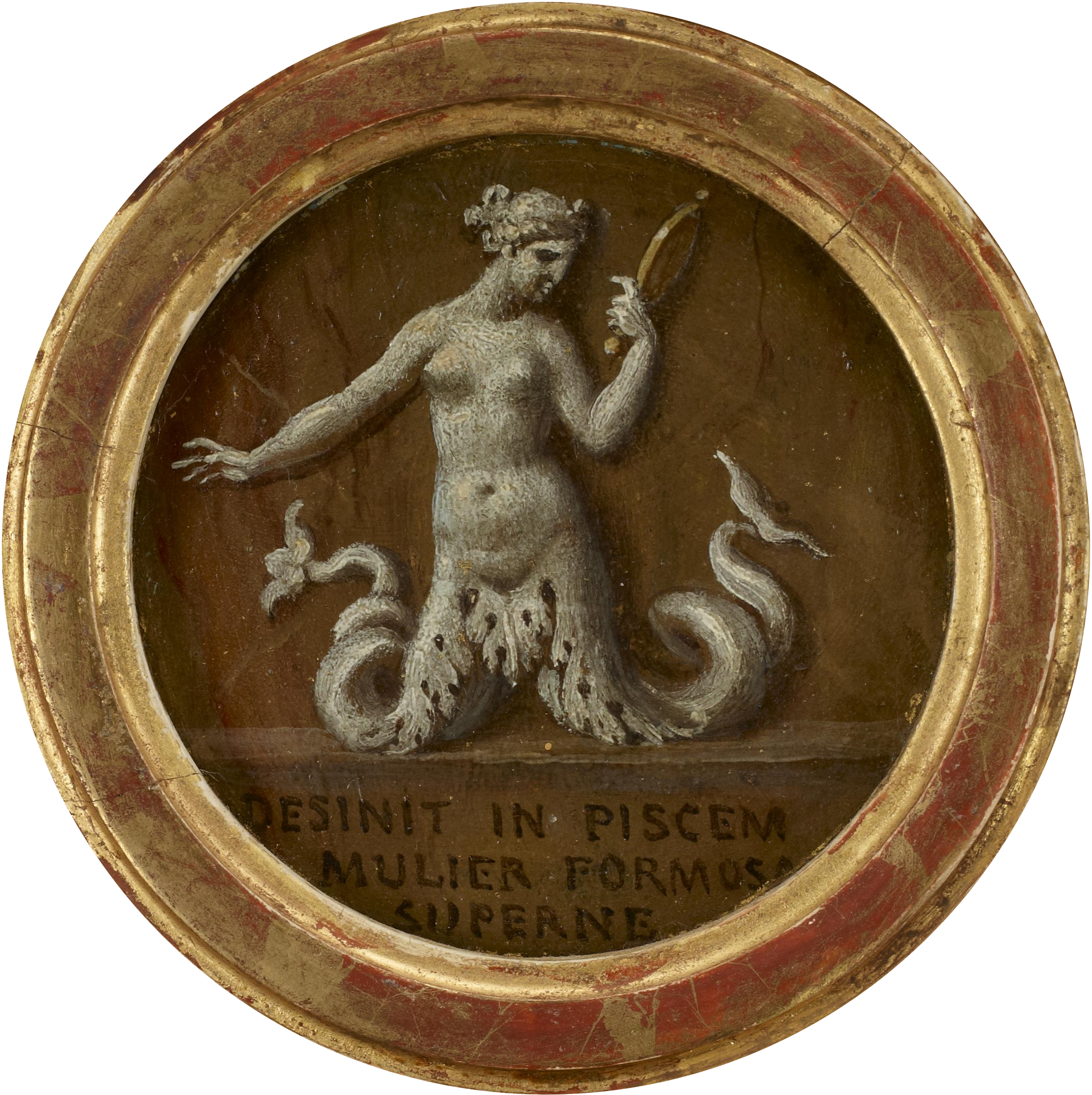
鏡に見入る人魚
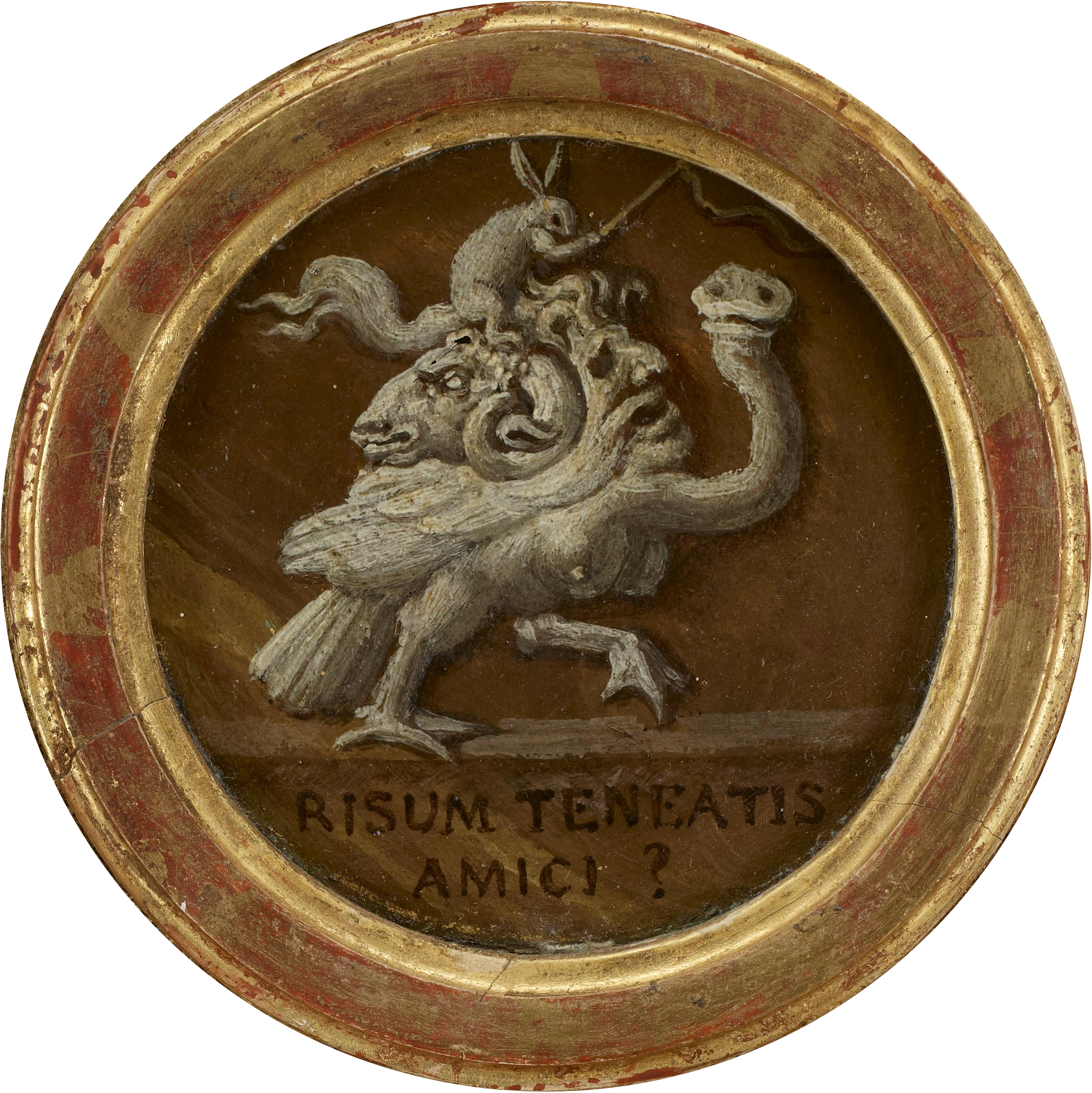
兎を背に負う怪物
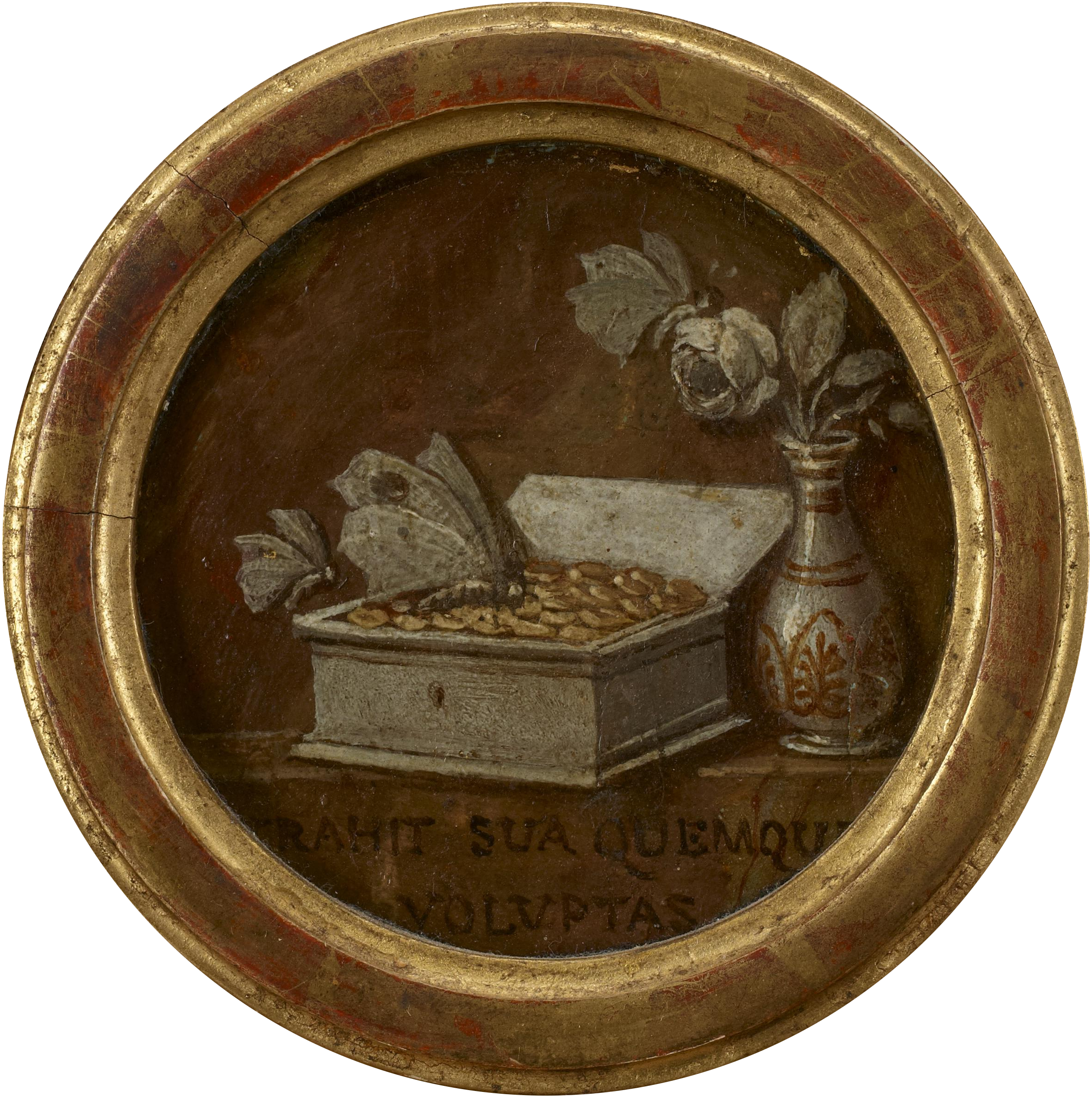
金貨の詰まった宝箱と誘いこまれる蛾。そのかたわらに花を生けた花瓶。
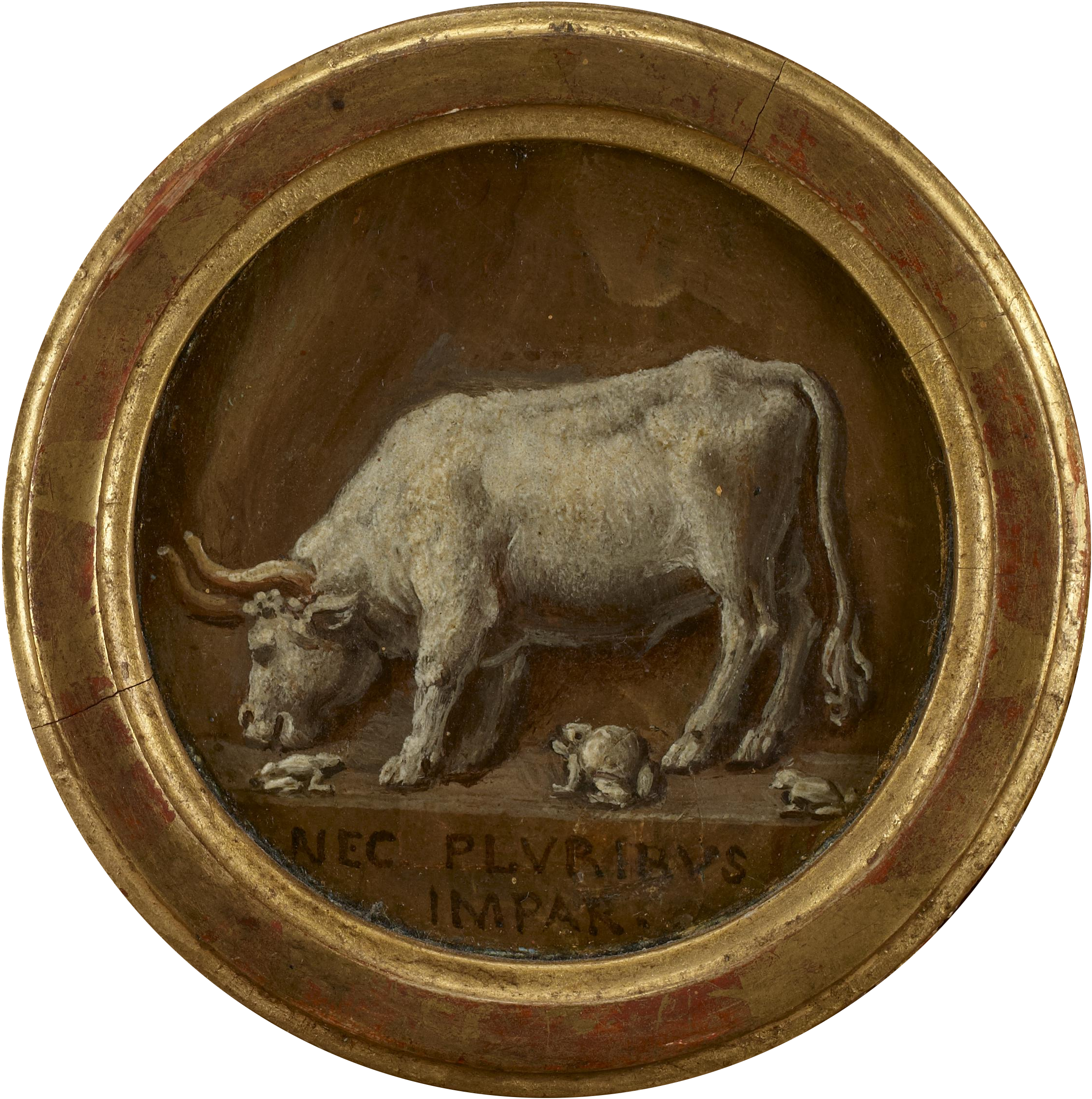
牛とカエル、イソップ寓話を下敷きにしたラ・フォンテーヌの寓話に通じる

## ギャラリー

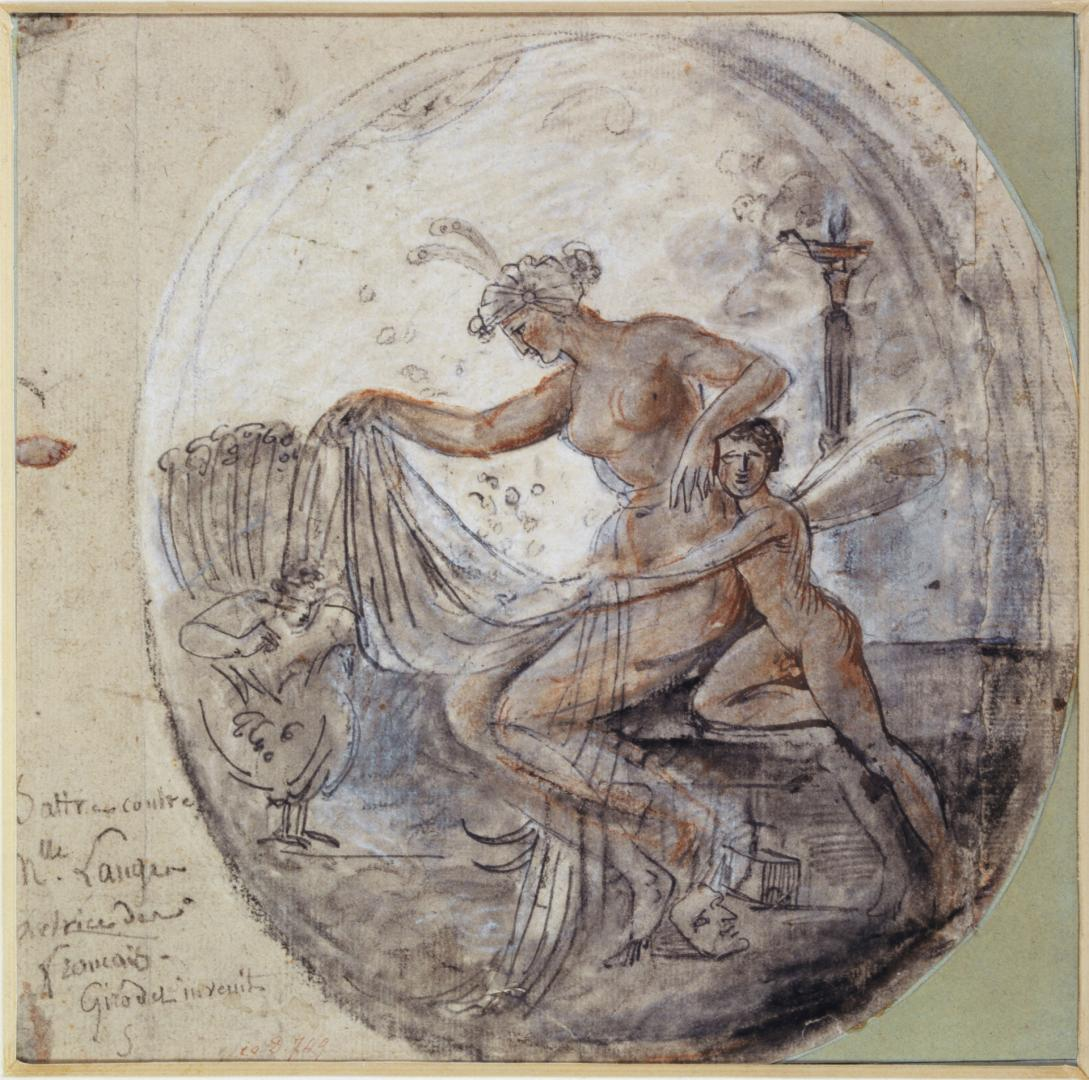
下書き
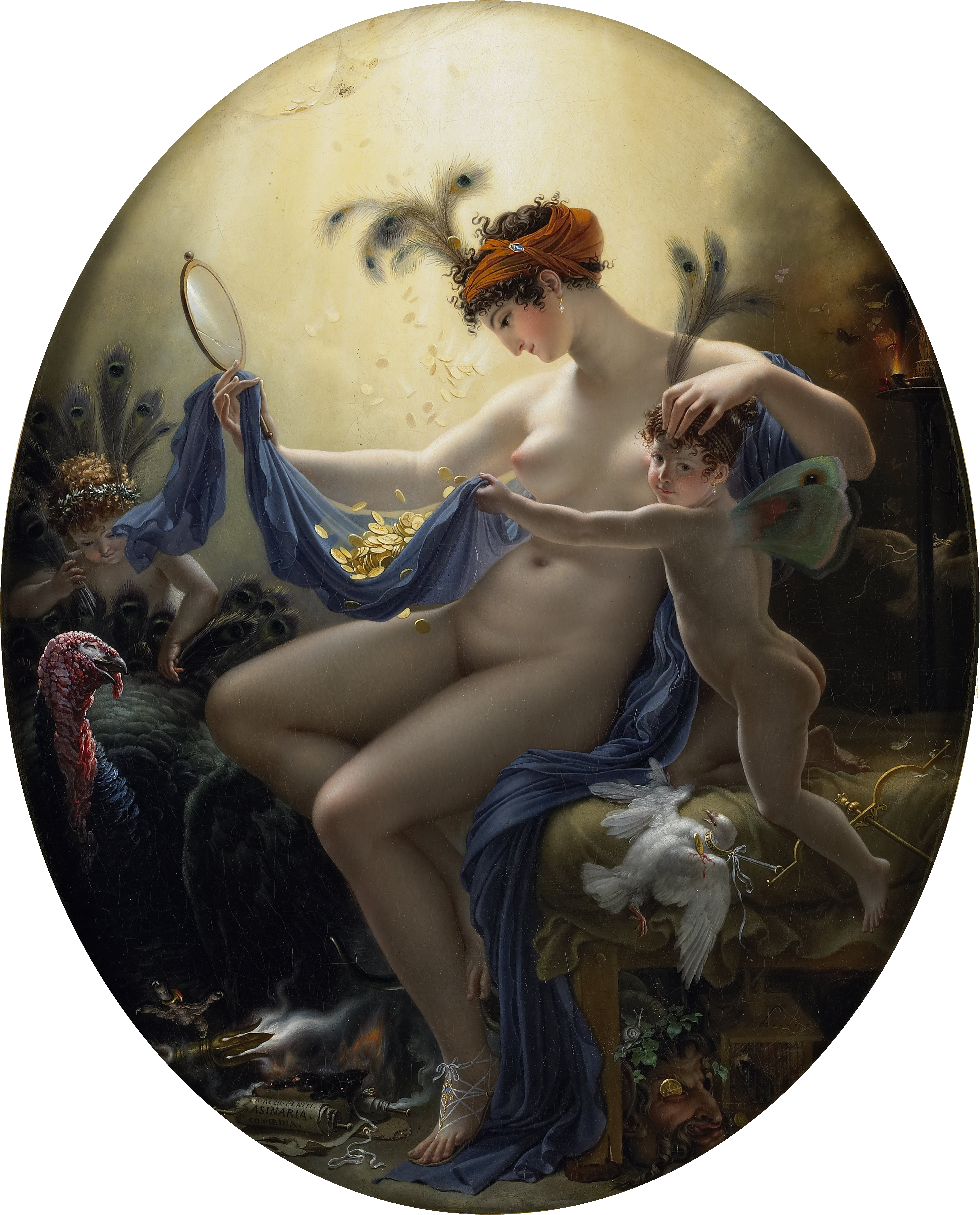
額縁からの切り抜き
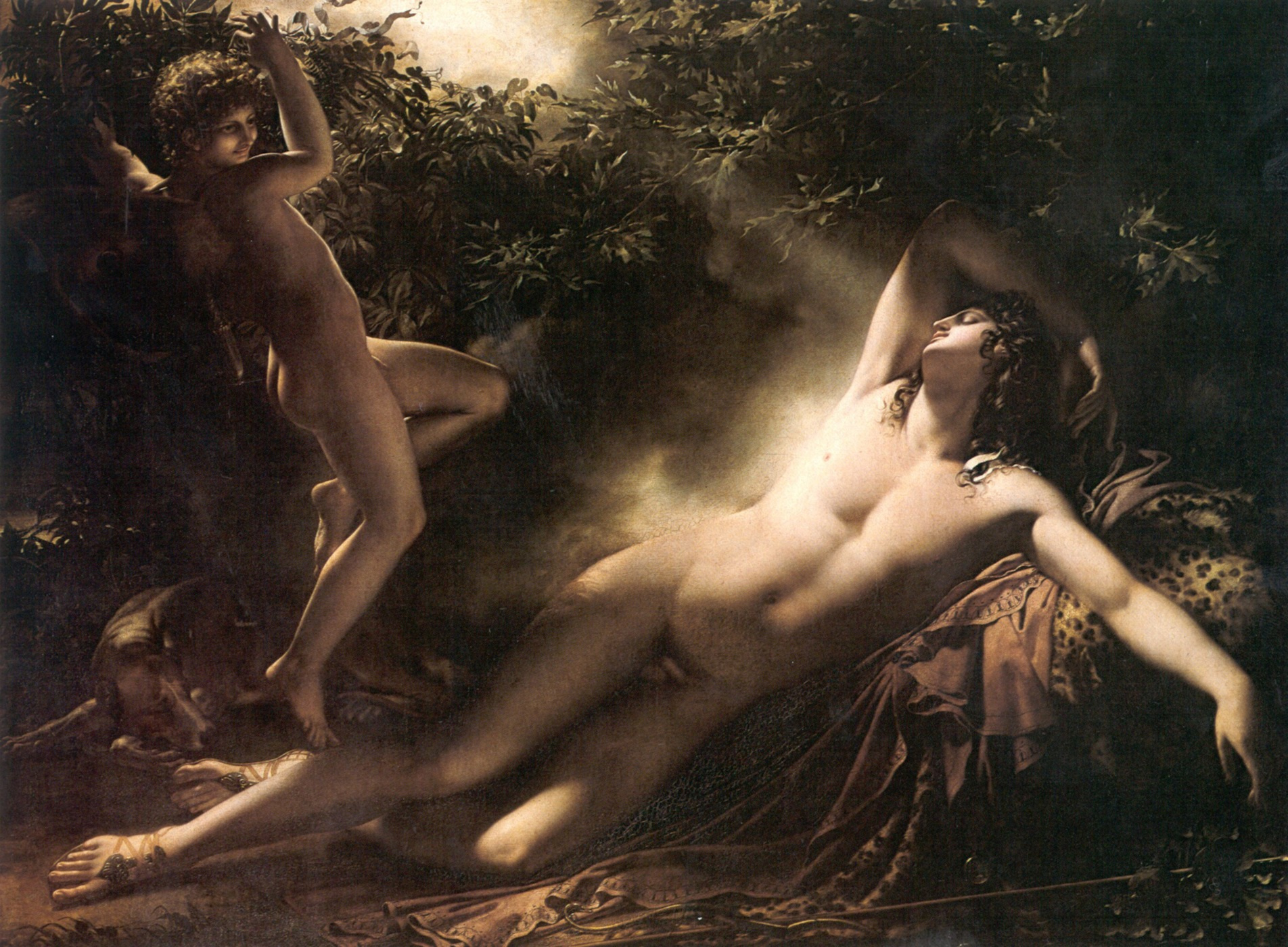
『エンデュミオンの眠り』（1791年）
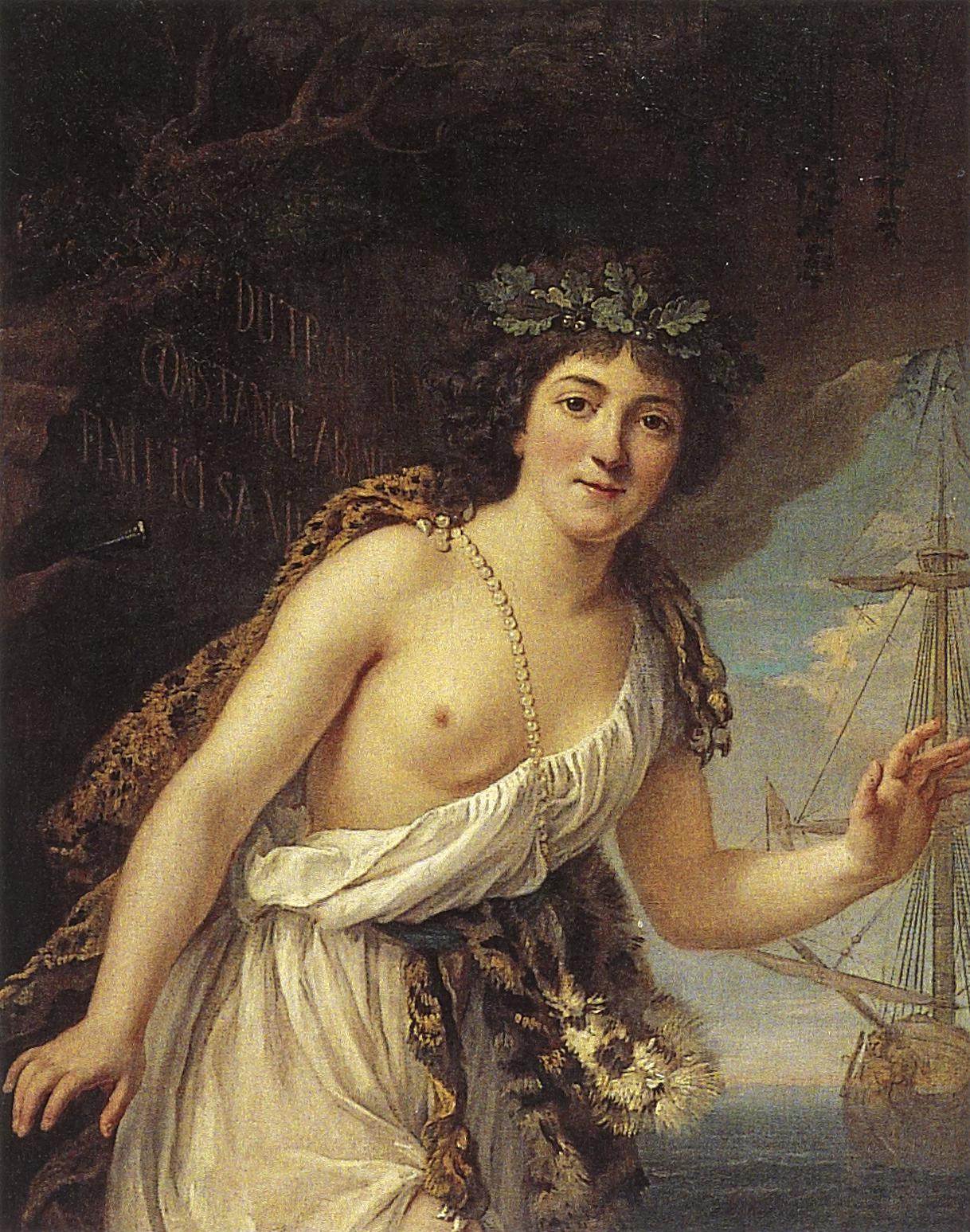

- ジャン=フランソワ・コルソン画『シルヴィに扮するランゲ嬢』（1793年）